# استاد السعادة
استاد السعادة هو ملعب كرة قدم يقع في صلالة، سلطنة عمان، يتسع لـ 8000 متفرج. تم وضع حجر الأساس للملعب في 25 أبريل 2006. وافتتح في 23 يوليو 2009. وهو الآن في مرحلة التجديد التي بدأت منذ عام 2015.

## المرافق
ملعب للهوكي وملاعب للتنس، وصالة مغطاة تحتوي على ملعب ثلاثي لكرة اليد والطائرة والسلة و مسبح أولمبي.